# پیست نئو فالیرون

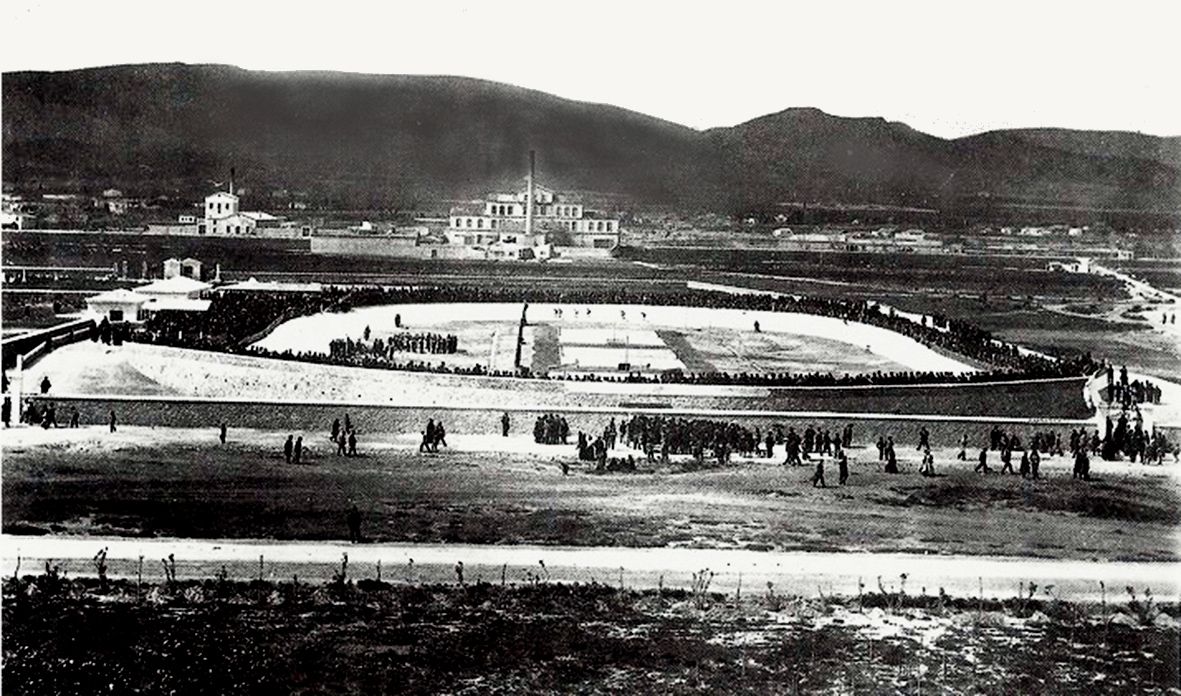

پیست نئو فالیرون (انگلیسی: Neo Phaliron Velodrome) (فالیرون جدید) یک پیست و سالن سرپوشیده در آتن, یونان است که برای مسابقات دوچرخه‌سواری در بازی‌های المپیک تابستانی ۱۸۹۶ استفاده شد که که بعداً استادیوم قدیمی کارایسکاکیس و بعداً ورزشگاه کارایسکاکیس شد.